# Bužimsko jezero
Bužimsko jezero je jezero na severozapadu Bosne i Hercegovine, smešteno par kilometara od Bužima, u selu Vrhovska. Jezero se nalazi ispod napuštenog rudnika mangana za čije je potrebe i napravljeno. Jezero je površine oko 2 hektara i najveće dubine oko 7 metara, sa muljevitim dnom.